# 开发区街道 (晋城市)
开发区街道，是中华人民共和国山西省晋城市城区下辖的一个乡镇级行政单位。

## 行政区划
开发区街道下辖以下地区：
王台铺矿社区、宏圣公司社区、凤凰山矿社区、金驹煤电化股份公司社区、晋煤机关社区、金融街社区和机电总厂社区。